# Trei Movile, Storojineț
Trei Movile (întâlnit și sub forma Zrub-Comărești; în ucraineană Зруб-Комарівці, transliterat: Zrub-Komarivți) este o comună în raionul Storojineț, regiunea Cernăuți, Ucraina, formată numai din satul de reședință. Are 1,451 locuitori, preponderent ucraineni.
Satul este situat la o altitudine de 433 metri, în partea de centru-nord a raionului Storojineț.

## Istorie
Localitatea Trei Movile făcut parte încă de la înființare din regiunea istorică Bucovina a Principatului Moldovei. În ianuarie 1775, ca urmare a atitudinii de neutralitate pe care a avut-o în timpul conflictului militar dintre Turcia și Rusia (1768-1774), Imperiul Habsburgic (Austria de astăzi) a primit o parte din teritoriul Moldovei, teritoriu cunoscut sub denumirea de Bucovina.   
După anexarea Bucovinei de către Imperiul Habsburgic în anul 1775, localitatea Trei Movile a făcut parte din Ducatul Bucovinei, guvernat de către austrieci. După Unirea Bucovinei cu România la 28 noiembrie 1918, satul Trei Movile a făcut parte din componența României, în Plasa Flondoreni a județului Storojineț. 
Ca urmare a Pactului Ribbentrop-Molotov (1939), Bucovina de Nord a fost anexată de către URSS la 28 iunie 1940, reintrând în componența României în perioada 1941-1944. Bucovina de Nord a fost reocupată de către URSS în anul 1944 și integrată în componența RSS Ucrainene. 
Începând din anul 1991, satul Trei Movile face parte din raionul Storojineț al regiunii Cernăuți din cadrul Ucrainei independente. Conform recensământului din 1989, numărul locuitorilor care s-au declarat români plus moldoveni era de 356 (352+4), adică 27,73% din populația localității . În prezent, satul are 1.451 locuitori, preponderent ucraineni.

## Demografie
Componența lingvistică a comunei Trei Movile
     Ucraineană (70,71%)
     Română (29,08%)
     Alte limbi (0,21%)
Conform recensământului din 2001, majoritatea populației comunei Trei Movile era vorbitoare de ucraineană (70,71%), existând în minoritate și vorbitori de română (29,08%).
1989: 1.282 (recensământ)
2007: 1.451 (estimare)